# 岩畔豪雄
岩畔 豪雄（いわくろ ひでお、1897年10月10日 - 1970年11月22日）は、日本の陸軍軍人。最終階級は陸軍少将。
陸軍中野学校（設立時の名称は防諜研究所）の設立他、多くの諜報機関の設立に関わり、「謀略の岩畔」の異名をとった。また日米開戦回避に奔走した他、戦中はインド国民軍（INA）及び自由インド仮政府の樹立に中心的に関わった。戦後は京都産業大学設立者として理事を務めた。

## 生涯

### 生い立ち
広島県安芸郡倉橋島（現・呉市）出身。倉橋島は海軍兵学校があった江田島の隣の島である。島育ちながら「なんとはなしに船に乗ることはあまり好きではない」という理由で、陸軍を志願し、広島中学校（現広島県立国泰寺高校）から名古屋陸軍地方幼年学校、陸軍中央幼年学校本科を経て、1918年（大正7年）5月、陸軍士官学校（30期）を卒業。同年12月、歩兵少尉任官、北越の新発田歩兵第16連隊付となる。すでにこの頃から思索性に冨み参禅を始めたといわれる。1919年（大正8年）9月、シベリア出兵、1年余に渡り寒地のパルチザン戦に参加。続いて1921年（大正10年）8月には台湾歩兵第1連隊付として熱地の台中に赴任。成績は優等ではなかったが、1922年（大正11年）に陸軍の巨頭であった山縣有朋が死去し、長州出身者が陸軍大学校試験の面接段階で全員落とされるという時の勢いに助けられ陸軍大学校入学。1926年（大正15年）12月陸軍大学校（38期）修了。1928年（昭和3年）陸軍の物流を管理する整備局統制課に勤務。1929年（昭和4年）から整備局に関わった小磯國昭少将の提灯持ちとなる。傍ら1930年（昭和5年）に結成された陸軍内の青年将校の結社「桜会」に参加、国家改造案の研究を行う。「阿呆らしくて行く気にならない」と言っていたという説もある。満州事変の翌1932年（昭和7年）8月、小磯に請われ満州に出向。関東軍参謀、対満事務局事務官として新国家満州国の組織の整備、及び産業の育成など経済事務の骨組み作りを担当。計画経済の優位を書生風に信じた岩畔は、株式会社であった南満州鉄道を国有化しようとして松岡洋右や内地の財界人の反発を買う。同局殖産課では渡辺武と机を並べて仕事をした。いかなる分野でも、名案尽きることなく溢れ、名文章のペーパーにも変換できる奇抜な軍人であった。1934年(昭和9年)1月、東亜産業協会の理事に就任。

### 諜報謀略機関
- 軍人による経済面への強権発動の訓練を満州で積んだ岩畔は1934年（昭和9年）東京に呼びもどされ再度、整備局の課員になる。1936年（昭和11年）8月、二・二六事件の勃発により陸軍省兵務局課員へ異動、事件終息後の軍法会議を担当した[14]。また外国大使館の盗聴や郵便検閲、偽札製造の研究など諜報活動に従事。
- 1937年（昭和12年）、「諜報、謀略の科学化」という意見書を参謀本部に提出。日本陸軍は情報に対する関心を著しく強くし、初めて秘密戦業務推進が命ぜられた。岩畔が情報や謀略の近代化、諜報謀略機関の養成を思い立った直接の動機について「私は戦争というものは、第一義的に冷戦的なもの、武力以前の問題で勝負がつくのではないだろうかという感じを昔から持っておったものですから、それでこういうことになったものであると思います。戦争というものはいいものではなく、出来れば避けたいと思いますけれども、もしなる時はみんなこれをやっている。外国はそれをやっております」と述べた[8]。「戦争は武力以前に勝負が付いている。武力以前とは、諜報であり科学技術であり物流であり経済力である」という認識である[8]。「謀略」と言う言葉は、当時の日本陸軍用語であり、「兵を動かすことなく目的を達成する」ことを意味しており、現代におけるように、「陰湿」、「卑怯」というようなイメージは陸軍部内では皆無であった（威勢だけのいい将官たちから多少軽く見られるきらいはあったというが・・・）。特定の軍事目的が生じた時、将官たちのあいだでは　「武力でやるか、謀略でやるか」というような使われ方をするのが通例であった。しかし、当時、すでに日本の諜報活動の事実上の総責任者であった岩畔は、「謀略」というよりむしろ「工作活動」というべきだろうと言っていたという[9]。
- 同年春、兵務課内に陸軍省・参謀本部内でさえ、存在を秘匿されたといわれる地下機関「秘匿名警務連絡班」を創設[4]。班長秋草俊とし秘匿名を「山」（ヤマ機関）と称し[4]、CIAのような機関を目標とした[18]。初代班長秋草俊、副班長福本亀治、主務岩畔[4]。
- 同年8月、歩兵中佐に昇進し、同年11月、防諜・謀略活動を目的として新設された参謀本部第8課へ異動。影佐禎昭大佐を課長とし、別名を謀略課と称した同課の主任として秘密裡に進められた汪兆銘樹立計画に関与[19]。

#### 陸軍中野学校
- 1938年（昭和13年）には秋草俊、福本亀治と共に日本初のスパイ学校、後方勤務要員養成所（のちの陸軍中野学校）を設立[5][6][7][8][20][21][22]。ここでは尾行、変装術、錠前の開錠術、柔術などスパイ養成のための講義と並び、岡正雄を招いて民族政策の講義なども行われた[23]。同年3月、陸軍省の中枢・軍務局軍事課へ異動、高級課員に補任され国防国策の設定業務を管掌主導[1]。軍事課は省内でも、官制上の統制課ともいわれ、特殊な地位を持っており、金の問題でも物の問題でも、軍関係のことは、ここを通さないと何一つ処理できない程の力を持っていた[24]。

- 1939年（昭和14年）2月、軍政の中心・陸軍省軍務局軍事課長の要職に就き[2][3]、以降二年の間、近代日本の運命が決された時期に、陸軍省の実務を実質的に取り仕切るほどの辣腕を振るう[3]。岩畔課長の下で軍事課編成班長を務めた大槻章は、岩畔課長時代に軍事課の行った仕事が「その量において他の十年分にも比すべく、その質において他に類例が少ない」ことを指摘している[3]。同年3月、歩兵大佐に進級。直接の上司である武藤章軍務局長よりも実質的に権勢で上回り、陸軍の機密費3000万円を自由に使える立場となり小大臣と陰で囁かれる[14]。満州在勤中にT-35多砲塔戦車の情報を得ていた岩畔は、これに対抗すべく、巨大戦車・100トン戦車（オイ車）を極秘で開発させた[14]。

#### 秋丸機関
- 1939年（昭和14年）9月、将来の総力戦に向けた研究を行うため、満洲国の経済建設に関わった秋丸次朗主計中佐を関東軍から呼び戻し[6]、1940年（昭和15年）初頭、陸軍省内に経済謀略機関「陸軍省戦争経済研究班」（対外的名称は「陸軍省主計課別班」、通称：秋丸機関）を設立[3][5][6][8][10][11]。

- 1940年（昭和15年）9月に締結した日独伊三国同盟を促進[3][9]。1941年（昭和16年）1月8日に陸軍大臣東條英機が示達した訓令「戦陣訓」は、岩畔が発案したといわれる。同年渡米し[2]、近衛文麿のブレーンと接触のある陸軍側要員として、野村吉三郎大使を助け日米交渉に当たる（後述）。

#### 登戸研究所
- 1942年（昭和17年）10月に陸軍の兵器行政の大改革を行い、兵器の行政本部、陸軍技術本部をまとめて陸軍兵器行政本部を設け、その下に10の技術研究所を設立。その第9研究所が殺人光線などの電波兵器を研究した通称登戸研究所（現在の神奈川県川崎市多摩区生田）で、所長には篠田鐐大佐が就いた。登戸研究所はこの他、毒薬・生物化学兵器の研究・開発、リモコン戦車、風船爆弾など各種爆弾、風船爆弾に搭載する牛疫ウイルス、ペン型銃、電話盗聴器、各種超小型写真機、超縮小カメラ通信、通信用秘密インク、パスポートから偽造紙幣まで何でもつくっていた[25][26]。生物化学兵器の研究・開発では、陸軍軍医学校の内藤良一や石井四郎などと連絡を取り合い登戸研究所内で人体実験も行われたといわれる[27]。偽札製造は中国の経済攪乱を目的とする、それまでとは比べ物にならない精巧な法幣（中国紙幣）偽造工作であったが、岩畔はこの計画を発頭[28][29]。秘匿名を「杉工作」と称し、山本憲蔵主計少佐を登戸研究所に配属し工作に専任させ、実施面の責任者に阪田誠盛を起用し上海に杉機関（阪田機関）を設置した[30][26]。製造については、凸版印刷と巴川製紙の社長を兼ねていた井上源之丞の全面協力があったという。山本少佐は「岩畔大佐は、その風貌のしめすごとく、豪気果断であるばかりでなく、俊敏しかも柔軟性のある、いわば軍人ばなれのした逸材として、すでにその上下をとわず衆望を集めていた」と評している。偽札計画は推進され、中国の秘密結社・青幇との密接な協力関係をとりつけるなどで、偽札は実際に印刷し大量に投入もされた。約45億元を製造し、軍事物資の調達などで約30億元が使用されたといわれる。当時の1元はほぼ1円で、1945年の日本の国家予算が約200億であったことから、これほど大量に実際に偽札が使用された事例はなく、登戸研究所を舞台とした偽札印刷は、世界大戦中における最大規模の経済謀略であったとされる[31]。しかしこれは思わぬ結末を迎えた。大きな転機となったのは1941年12月、日本軍による香港攻略である。これにより重慶側の紙幣印刷工場を鹵獲し、工場の"ほんもの"の紙幣ならびに機材を押収した。このため用紙もインキも印刷機械も全て"ほんもの"を使い、"ほんもの"の紙幣を製作。"ほんもの"を大量に投入することになった。結果、この偽札工作は皮肉なことに、法幣不足に悩む重慶側を助けることになったとされる[32][33][32][34]。なお、登戸研究所は1944年頃から米機の空襲が頻繁となったため、研究所の第1科、第2科は、長野県伊那地方に疎開。偽札を製造をしていた前述の第3科は福井県武生市に疎開した。これはここに原料不足で稼働していなかった加藤製紙工場があったためで、ここを借り上げ引越しをしたが、その途中に終戦となった。印刷機械設備は日本海に投棄するなど痕跡をとどめないようにしたという[32]。中国に渡った偽札は戦後どう扱われたかは分からないとされてきたが、終戦後に中国に残留して軍閥の反共工作に協力した元日本軍人[35]によって利用されたともいわれている[36]。

#### 昭和通商
- 1942年4月、三井、三菱、大倉財閥の出資で満州に軍需国策会社・昭和通商を設立[1][3][8][37][38][39]。昭和通商は、商社として営業機構と外国からの情報収集を主とする特務任務のための調査部機構の二大機構に分けて組織されていた。このため、経済人はもちろん、軍人、役人、学者、ジャーナリスト、スポーツ選手ら多士済々な人物が所属、あるいは関与したエリート集団であった[40]。昭和通商には堀三也、大岸頼好、竹内俊吉、五島徳次郎、関山義人、石田礼助らが在籍した他、岡正雄、川喜田二郎、今西錦司、児玉誉士夫、許斐氏利なども関わったとされる[41][42]。岡は岩畔に招かれ中野学校で3年間にわたり講義を行うなど親密な間柄だった[43]。昭和通商が通常の商社業務以外に、裏ではアヘンの取引も手がけていたため、ダーティなイメージを強調されるが、それを知っていたのはトップの人物のみで全員が関わったわけではなく、その実態はもっと幅広く、活動範囲も中国大陸だけではなく、全世界にネットワークを張った組織であったという[44]。また同年勃発したノモンハン事件の拡大に反対し、シンガポール奇襲作戦を軍内で唱えるなど南方進出の急先鋒で知られた。「大東亜共栄圏」という言葉は、岩畔と堀場一雄が作ったものといわれる[1]。もっとも強力な主張者だったという説がある[39]。

- 近衛内閣（第1次）のために各界の人材を集めて「国策研究会」を編成し、そこで総合的に国策を論じた「総合国策十年計画」を策定[24][45]。これは内閣の基本原案となる[45]。この中に国策としてパルプ自給をはかるという項目が含まれており、これが南喜一と水野成夫が持ち込んだ米糠を媒体に使い、新聞紙からインキを抜いて再生紙を作るというアイデアの採用、軍用の製紙会社・国策パルプ（1938年設立、1940年大日本再生製紙）設立に至る[7][24][46][47]。当時の製紙業界は海軍に近い王子製紙が独占し、陸軍は王子に対し好感情を持っていなかった。また王子製紙の大口の得意先は、毎日新聞と読売新聞であったため、新会社設立にあたり、岩畔の命を受けて動いたのが、朝日新聞の経済部長だった丹波秀伯で、1938年（昭和13年）に日清紡績社長・宮島清次郎を社長に迎えて国策パルプを設立させた[45]。朝日新聞も自社の息のかかった製紙会社を望んでいた。南の持ち込んだアイデアは結局、線維素のパーセンテージが足らず実際には採用されなかったが、憲兵隊の指揮もしていた岩畔は転向した南と水野を非常に買っており、元共産党員だからという周囲の反対をはねつけ、二人に国策パルプの全額出資で別会社・大日本再生製紙を作らせた。これはまだ二人が海のものとも山のものとも分からなかったからであるが、南と水野を最初に見出したのは岩畔である。大日本再生製紙の実務は、この二人と丹波が連れてきた篠田弘作を加えた三名で主に従事する。鹿内信隆はこの時の陸軍の担当事務官（需品本廠監督官）[24][46][48]。太平洋戦争（大東亜戦争）開戦後に岩畔が英領インド独立工作に関わるため、岩畔は同工作に水野を招集している[24][46][49]。

この他、その在任中に、辰巳栄一少佐らと総力戦研究所の設置、陸軍機甲本部の新設、日独伊三国同盟工作の締結促進、航空軍備の拡張などを実現させ「謀略の岩畔」との異名をとった。

### 日米開戦回避に奔走
- 1941年（昭和16年）3月、緊迫する日米関係の調整のため井川忠雄の要請で、駐米日本大使館付武官補佐官として渡米、日本の興亡を決定する日米交渉にあたる[2][3][5][12][15][12][51]。

連邦捜査局（FBI）は、秘密裏に岩畔らの行動を監視したといわれている。駐米大使・野村吉三郎らと日米開戦回避のための近衛文麿日本首相とフランクリン・ルーズベルト米国大統領との日米首脳会談の実施などを柱とする日米諒解案の策定を作成する。この諒解案には岩畔の思想がかなり盛られていた。しかし非公式だった諒解案が表に出ると外務大臣・松岡洋右からこれを反古にされる（諒解案が松岡が外交で留守の間に日本に送付されてきたのも、松岡がヘソを曲げた理由の一つとされる）。送付は松岡の留守を狙ったという岩畔の謀略説があるが、当時の慌ただしい国際情勢の中、たまたま時期が重なっただけで、岩畔、野村（大使）、井川らは国務長官のコーデル・ハルも認めるほど誠実かつ真剣に日米和平を追求しており、スパイ活動などとは一線を画している。
むしろ、アメリカにいた岩畔、野村らの方が、訪独した松岡ら外務省が展開する親独枢軸外交一辺倒の姿勢に驚愕させられたほどであった。「謀略説」は外務省の当時の素行を正当化するために戦後流布された風説に過ぎないという見方が有力である。岩畔はその後の野村とハルとの会談にも同席し交渉を続けたが、6月に独ソが開戦してしまい米国にとって諒解案は急ぐ必要のないものとなった。
岩畔は帰国し陸軍省、海軍省、参謀本部、軍令部はいうにおよばず、宮内省へも足をのばし折衝を続けた。新庄健吉大佐からの報告書を基に、「アメリカの物的戦力表は、以下の日米の比率で明らかでありましょう。鋼鉄は1対20、石炭は1対10、石油1対500、電力は1対6、アルミ1対6、工業労働力1対5、飛行機生産力1対5、自動車生産力1対450であります」と数字をあげ「もし、日米が戦い、長期化したら勝算は全くありません」と付け加えた。だが大勢は、参謀本部での会合でも「日米開戦は避けがたい」というのが堂々と述べられるほどで、岩畔が「勝算があるのか」と反問すると「もはや勝敗は問題ではない」という暴論がかえってきた。非戦論の多い海軍もやがて主戦派の抬頭となって不調に終わり、岩畔は天を仰いで嘆いた。8月直談判した陸軍大臣東條英機に近衛歩兵第5連隊長への転出を命じられた。以後、中央へ復帰することはなかった。
しかし、岩畔とともに日米交渉に携わっていた井川忠雄は、「新庄大佐は米国の対日準備は数年遅れており、今戦争しても少しも心配ないと言うていた」「岩畔大佐も日米の話がどうせまとまらないなら、一日も早く開戦する方が日本の利益だという意見であった」と述べており、新庄や岩畔が開戦に絶対反対だったかは不明である。また、岩畔は近衛歩兵第5連隊長への赴任を対米回避を訴えたための左遷であると考えたとしているが、それは岩畔の帰国前からの予定人事であり、帰国後の報告内容とは無関係であるという複数の証言もある。ただし、そうした証言も岩畔の命がけの行動が評価されることに対するやっかみや開戦に至る経緯を粉飾するためのものである可能性は否定できない。
なお、独ソ戦開始により、岩畔、野村とハルらの定期的な交渉が暗礁に乗り上げた時、ハルは「今後、（日米関係が）どんなことになっても君たちの真剣な努力は忘れないし、君たちの安全は私が保証する」と述べたという。
事実、戦後、アメリカ軍に取り調べを受ける岩畔であったが、イギリス側は、岩畔らが大戦中に展開したインド独立工作に対する恨みから執拗に引き渡しを要求する。文字通り「矢の催促」であったという。シンガポールに連行して軍事法廷にかけるというのである。しかし、アメリカ側は「まだ当方の取り調べがすんでいない」と頑として引き渡しを拒否している。岩畔は「ハルが守ってくれている」と周囲に漏らしていたという。
井川忠雄らの回想によれば、当時のアメリカ国務省に優秀な人材がいないことに悩んでいたハルは、「私にもあんな（岩畔のような）優秀な部下がいたらどんなに助かるだろう」とよく漏らしていたという。

### 戦時中
太平洋戦争（大東亜戦争）開戦後は南方軍総司令部附となり南方作戦に従事『岩畔豪雄』 - コトバンク。近衛歩兵第5連隊長としてマレー作戦を戦い左足に貫通銃創を負う。
シンガポール攻略と同時に印度独立協力機関（通称「岩畔機関」）の長としてインド国民軍（INA）の組織と指導・自由インド仮政府の樹立に関与した。参謀本部第8課出身の藤原岩市少佐率いる「藤原機関」（のち「F機関」）と共にこれを成功させ、INAの結成でF機関は「岩畔機関」に包含され「岩畔機関」には、多数の中野学校出身将校の他、松前重義、水野成夫なども加わり（水野の起用にあたっては日本共産党員時代の彼の地下活動経験を岩畔が高く評価したという。「（インド独立のために）地下活動をしている人たちの心は、地下活動をしたことのある者が一番分かる」と言っていたという）、機関員は盛時500人といわれた。
工作はラース・ビハーリー・ボース（ラシュ・ビバリ）とA.M.ナイルと岩畔の三人の話し合いにより主に進められたが、無分別な言動をとるモーハン・シン大尉をラシュ・ビバリに進言し罷免、さらに軟禁させたことで、ラシュ・ビバリは「日本の操り人形」と見られるようになり、さらにラシュ・ビバリが体調を悪くしたことで「岩畔機関」はチャンドラ・ボースを迎えるため、ボースと親交のあった山本敏大佐に引き継がれ1943年（昭和18年）、「光機関」と改称された。「光機関」の命名は岩畔であった。岩畔と折り合いの悪かった東条英機らの主導により実現したこうした岩畔はずしの人事は誤りで、インド国民軍ならびにインド独立連盟を目茶苦茶にしたという見方もある。岩畔は「F機関」の事績について「藤原はみんな自分がやったように書いているが、オーバーであり『嘘の皮』」、「インドの独立ということは『F機関』がやったことではなく、私と次の2代の機関長がやったこと」と述べている。 
同年少将、スマトラ島の第25軍政監部に異動し参謀副長、第28軍（在ビルマ）参謀長を歴任した。
水野成夫以外にも、戦争中に出獄した佐野学、鍋山貞親ら転向した共産党幹部の身柄を貰い受けて謀略活動に使った。

### 終戦、再び日米交渉へ
終戦の直前、陸軍兵器行政本部付に発令され、ビルマ・ペグー山中より単独帰国。1947年（昭和22年）11月28日、公職追放仮指定を受けた。終戦後20年間の事蹟はそれほどはっきりしていない。この間、開戦前の日米交渉に加わり、親米避戦派と目された経歴から、日本陸軍と米軍の連絡係として活動、ベトナム戦争の準備情報工作等に関与したという説、戦後はGHQ(SCAP)の情報部門「G2」と深く関わり、旧陸軍特務機関系の右翼人脈のリーダー格として暗躍したという説があるが、日頃はむしろ財界人や後進を哲学的に指導することに熱意を示し、戦争哲学への傾倒など、哲学的な思索に多くの時間を費やしたとされている。自衛隊が創設される時、吉田茂から、参加を促されたが、「敗軍の将、兵を語らず」と固辞したという。
1965年（昭和40年）、荒木俊馬・小野良介らと京都産業大学の開学に関わり、初代の世界問題研究所長を務めた。日米交渉の時、仲介にたったメリノール会（カトリック教会メリノール派）のジェームズ・E・ウォルシュ司教が中国で行方不明になった時、日米覚え書き貿易関連の所用で訪中する古井喜実を通じて周恩来に「ウォルシュ神父の安否」を聞いて確認してもらったりもしている。中華人民共和国の周恩来首相（国務院総理）の回答は、「調べたが分からなかった」であったという。実際にはウォルシュ司教は中国共産党政府により拉致監禁されており、米中国交回復に先立つヘンリー・キッシンジャー国務長官の秘密交渉により、拉致監禁された日から12年後に香港で解放された。
また、戦後、フジサンケイグループを作り上げた水野成夫(インド独立工作でともに活動)らを始めとした財界人のアドバイザーとしても活躍。水野は「岩畔さんは私や南喜一君を世の中に出してくれた恩人です」と述べている。荒井渓吉や、松前重義、水野成夫、椎名悦三郎などとともに国分寺（現国分寺市）にあった陸軍第八研究所の敷地と施設を借り受け、民生科学協会を設立。戦後自民党右派のブレーンとして活躍し、沖縄返還交渉の黒子として日米密約（沖縄返還後も米国は核兵器を日本政府に無断で持ち込む権利を留保）の仲介者として有名な京都産業大学教授若泉敬は岩畔の愛弟子ともいえる存在であった。沖縄返還交渉自体、岩畔が若泉を自民党の椎名悦三郎に紹介して開始したとの話も伝わっている。
駐日米国大使も務めたエドウィン・O・ライシャワーと若泉が談笑している時、ライシャワーがふと述べた「このたびアメリカは小笠原を返還しますが、だからといって沖縄まで返せと言われたのでは困りますよ」という趣旨の発言を、若泉敬が岩畔に報告したところ、岩畔は「それはライシャワーさんが謎をかけているんだよ。今すぐ、沖縄返還を要求しろというメッセージだ」と、その足で若泉を旧知の自民党議員椎名悦三郎（元幹事長）のところに連れて行き、「この男に返還交渉をやらせてくれ」と述べたという話が伝わっている。

### 晩年
日常生活では毎朝通勤ラッシュの終わった頃、何冊かの書籍を風呂敷に包んで出かけ、夜は遅く帰宅、時に、一人息子とその友人を連れて、インド独立工作で知り合ったA.M.ナイルが銀座に開いた銀座ナイルレストランで食事をし、ナイルらと往時を偲んで談笑する姿も見られたという。酒はまったくと言っていいほど飲まなかった（酒に弱かったため）。
晩年は心筋梗塞の発作（最初に倒れたのは京都産業大学の仕事で京都に滞在している時で、京都大学附属病院を受診したという）に悩まされ、1970年（昭和45年）に死去。74歳没。

## 栄典
外国勲章佩用允許
- 1941年（昭和16年）12月9日 - 満州帝国：建国神廟創建記念章[73]

## 著書
- 世紀の進軍 シンガポール総攻撃―近衛歩兵第五連隊電撃戦記（1956年、潮書房）
  - 新版「シンガポール総攻撃―近衛歩兵第五連隊電撃戦記」（2000年9月、光人社NF文庫）ISBN 978-4769822868
- 戦争史論（1967年、恒星社厚生閣）
- 科学時代から人間の時代へ（1970年、理想社）
- 岩畔豪雄氏談話速記録（1977年6月、「日本近代史料叢書」日本近代史料研究会、木戸日記研究会編）
  - 新版「昭和陸軍謀略秘史」（2015年6月、日本経済新聞出版社）ISBN 978-4532169671